# Liste de personnalités françaises centenaires

## Vivantes
Cette liste présente des personnalités françaises centenaires toujours en vie, dans l'ordre décroissant de leurs âges.
| Photo | Nom                                    | Date de naissance  | Qualité                                                                           |
| ----- | -------------------------------------- | ------------------ | --------------------------------------------------------------------------------- |
|       | Madeleine Della Monica                 | 23 juillet 1912    | égyptologue                                                                       |
|       | Jean Turco                             | 19 décembre 1917   | homme politique                                                                   |
|       | Francis Rigaud                         | 22 mars 1920       | réalisateur, scénariste et producteur de films                                    |
|       | Simone Rozès                           | 29 mars 1920       | magistrate                                                                        |
|       | René Fournier                          | 14 avril 1921      | constructeur aéronautique, créateur d'« avions planeurs » ou moto-planeurs        |
|       | George Tarer                           | 5 juin 1921        | sage-femme, militante des droits des femmes et des enfants                        |
|       | Pierre Labric                          | 30 juin 1921       | organiste, compositeur et professeur de musique                                   |
|       | Edgar Morin                            | 8 juillet 1921     | résistant, sociologue et philosophe                                               |
|       | Lucette Finas                          | 13 juillet 1921    | femme de lettres                                                                  |
|       | Daniel de Montmollin                   | 27 août 1921       | céramiste franco-suisse                                                           |
|       | André Chandernagor                     | 19 septembre 1921  | homme politique                                                                   |
|       | André Jacob                            | 7 octobre 1921     | philosophe                                                                        |
|       | Mélanie Berger-Volle                   | 8 octobre 1921     | résistante franco-autrichienne, couturière                                        |
|       | Marcelle Benoit                        | 17 décembre 1921   | musicologue                                                                       |
|       | Paul Leterrier                         | 21 décembre 1921   | militaire français, dernier fusilier marin survivant de la bataille de Bir Hakeim |
|       | Jean Cussac                            | 31 mai 1922        | chanteur baryton                                                                  |
|       | Solange Alexandre                      | 9 septembre 1922   | institutrice et résistante                                                        |
|       | Jacques Borker                         | 29 septembre 1922  | artiste peintre                                                                   |
|       | François Gall                          | 9 novembre 1922    | réalisateur, romancier, producteur et journaliste                                 |
|       | Albertine Baclet                       | 1er décembre 1922  | femme politique                                                                   |
|       | Pierre Mauger                          | 15 mai 1923        | résistant, déporté, homme politique et administrateur de sociétés                 |
|       | Marie-José Chombart de Lauwe           | 31 mai 1923        | résistante, déportée et sociologue                                                |
|       | Pierre Fyot                            | 7 juin 1923        | résistant et médecin                                                              |
|       | Éliane Castelnau                       | 1er septembre 1923 | architecte                                                                        |
|       | Huguette Géliot                        | 20 septembre 1923  | harpiste                                                                          |
|       | Jacqueline Fleury                      | 12 décembre 1923   | résistante et déportée                                                            |
|       | Anne Vernon                            | 9 janvier 1924     | actrice                                                                           |
|       | Jacques de Launay                      | 28 janvier 1924    | historien et écrivain                                                             |
|       | Charles Coste                          | 8 février 1924     | coureur cycliste                                                                  |
|       | Guy Claisy                             | 25 février 1924    | cycliste sur piste                                                                |
|       | Cécilia Paroldi                        | 2 mai 1924         | actrice                                                                           |
|       | Jacques Dixmier                        | 26 mai 1924        | mathématicien                                                                     |
|       | Georges Rivière                        | 1er juillet 1924   | acteur                                                                            |
|       | Jacqueline Chonavel                    | 7 juillet 1924     | femme politique                                                                   |
|       | Jean Moulin                            | 17 juillet 1924    | homme politique                                                                   |
|       | Édouard Cothenet                       | 25 juillet 1924    | bibliste et théologien                                                            |
|       | Philippe Caillard                      | 31 juillet 1924    | chef de chœur                                                                     |
|       | Arlette Grebel                         | 15 août 1924       | écrivaine et journaliste                                                          |
|       | Antonin Rolland                        | 3 septembre 1924   | coureur cycliste                                                                  |
|       | Paul Bony                              | 23 septembre 1924  | prêtre catholique, professeur d'université et théologien                          |
|       | Bernard Pottier                        | 29 septembre 1924  | linguiste                                                                         |
|       | Odette Bergoffen                       | 19 octobre 1924    | résistante                                                                        |
|       | Lucien Lazare                          | 24 novembre 1924   | historien, résistant                                                              |
|       | Daniel Mothé                           | 6 décembre 1924    | sociologue                                                                        |
|       | Roger Laüt                             | 30 décembre 1924   | peintre                                                                           |
|       | Achille Muller                         | 1er janvier 1925   | résistant                                                                         |
|       | Vincent Malerba                        | 7 janvier 1925     | résistant et déporté                                                              |
|       | Ginette Kolinka                        | 4 février 1925     | survivante du camp de concentration et d'extermination d'Auschwitz                |
|       | Brigitte Auber                         | 27 avril 1925      | actrice                                                                           |
|       | Charles Renoux                         | 30 avril 1925      | orientaliste                                                                      |
|       | Marie-Antoinette Rouilly Le Chevallier | 8 mai 1925         | peintre, dessinatrice, graveuse                                                   |
|       | May-Éliane de Lencquesaing             | 17 mai 1925        | viticultrice, écrivaine, administratrice de société                               |
|       | André Lagarde                          | 27 mai 1925        | enseignant, écrivain et journaliste                                               |
|       | Ulysse Dubois                          | 13 juin 1925       | auteur                                                                            |
|       | Julia Wallach                          | 14 juin 1925       | survivante des centres d'extermination nazis                                      |
|       | Jean Fusaro                            | 19 juin 1925       | peintre                                                                           |
|       | Jean-Louis Maury                       | 25 juin 1925       | acteur                                                                            |
|       | André Lévy                             | 26 juin 1925       | psychologue, professeur des universités                                           |
|       | Suzanne Daveau                         | 13 juillet 1925    | géographe, photographe franco-portugaise                                          |
|       | Jean-Pierre Faye                       | 19 juillet 1925    | écrivain, poète, philosophe                                                       |
|       | Michel Serraz                          | 2 août 1925        | sculpteur                                                                         |
|       | Jean Bégoin                            | 5 août 1925        | psychiatre, psychanalyste                                                         |
|       | Madeleine Ursault                      | 6 août 1925        | architecte                                                                        |
|       | Andrée Gros-Duruisseau                 | 14 août 1925       | résistante, écrivaine.                                                            |
|       | Robert Massard                         | 15 août 1925       | artiste lyrique, baryton                                                          |

## Mortes
Cette liste présente des personnalités françaises centenaires mortes, par ordre chronologique de leurs naissances.
| Photo                             | Nom                                                    | Date de naissance | Date de mort      | Qualité |
| --------------------------------- | ------------------------------------------------------ | ----------------- | ----------------- | --- |
|                                   | Jean Thurel                                            | 8 septembre 1699  | 10 mars 1807      | plus ancien soldat au monde |
|                                   | Jean-Frédéric Waldeck                                  | 16 mars 1766      | 29 avril 1875     | antiquaire, cartographe, artiste et explorateur                                                                                      |
|                                   | Charles-Gilbert Heulhard de Montigny[réf. nécessaire]  | 10 novembre 1771  | 14 janvier 1872   | magistrat, publiciste et homme politique                                                                                             |
|                                   | Michel Eugène Chevreul[réf. nécessaire]                | 31 août 1786      | 9 avril 1889      | chimiste |
|                                   | Louis-Victor Baillot[réf. nécessaire]                  | 9 avril 1793      | 3 février 1898    | soldat des armées napoléoniennes, dernier survivant de la bataille de Waterloo                                                       |
|                                   | Frédéric Moreau                                        | 1er juillet 1798  | 21 octobre 1898   | homme politique et archéologue |
|                                   | François Fertiault[réf. nécessaire]                    | 25 juin 1814      | 5 octobre 1915    | écrivain |
|                                   | Alexandre Guéniot[réf. nécessaire]                     | 8 novembre 1832   | 15 juillet 1935   | médecin |
|                                   | Marie Alexandre Raoul Blin de Bourdon[réf. nécessaire] | 20 mai 1837       | 17 avril 1940     | voyageur et homme politique |
|                                   | Séraphin Pruvost                                       | 9 septembre 1849  | 8 décembre 1955   | militaire, dernier survivant de la guerre franco-allemande de 1870                                                                   |
|                                   | Léon Pineau                                            | 7 juillet 1861    | 26 septembre 1965 | historien de la littérature et folkloriste                                                                                           |
|                                   | Nicolas Pietri[réf. nécessaire]                        | 2 février 1863    | 8 février 1964    | homme politique, homme d'affaires et amateur d'art                                                                                   |
|                                   | Alexandra David-Néel                                   | 24 octobre 1868   | 8 septembre 1969  | exploratrice et journaliste |
|                                   | Charles Lemaresquier                                   | 16 octobre 1870   | 6 janvier 1972    | architecte |
|                                   | Jeanne Calment                                         | 21 février 1875   | 4 août 1997       | supercentenaire |
|                                   | Suzanne Lacore                                         | 30 mai 1875       | 6 novembre 1975   | femme politique |
|                                   | Paul Rohmer                                            | 1er novembre 1876 | 2 mars 1977       | médecin, figure de la pédiatrie moderne                                                                                              |
|                                   | Madame Simone                                          | 3 avril 1877      | 17 octobre 1985   | actrice et femme de lettres |
|                                   | Charles Samaran[réf. nécessaire]                       | 28 octobre 1879   | 15 octobre 1982   | archiviste et historien |
|                                   | Albert Bezançon[réf. nécessaire]                       | 13 novembre 1879  | 7 janvier 1983    | médecin et historien |
|                                   | Paul Le Flem                                           | 18 mars 1881      | 31 juillet 1984   | compositeur et critique musical |
|                                   | Gabriële Buffet-Picabia                                | 21 novembre 1881  | 7 décembre 1985   | peintre et écrivaine |
|                                   | Henri Fabre[réf. nécessaire]                           | 29 novembre 1882  | 28 juin 1984      | ingénieur et aviateur, inventeur de l'hydravion                                                                                      |
|                                   | Eugène Bizeau[réf. nécessaire]                         | 29 mai 1883       | 16 avril 1989     | poète et chansonnier anarchiste |
|                                   | Charles Oulmont[réf. nécessaire]                       | 1er novembre 1883 | 16 février 1984   | écrivain et critique d'art |
|                                   | Michel Georges-Michel[réf. nécessaire]                 | 3 novembre 1883   | 31 mars 1985      | peintre et écrivain |
|                                   | Alfred Vaucher[réf. nécessaire]                        | 18 mars 1887      | 22 mai 1993       | théologien, historien, érudit et bibliographe                                                                                        |
|                                   | Camille Mayran[réf. nécessaire]                        | 29 janvier 1889   | 26 avril 1989     | femme de lettres |
|                                   | Jules Gros[réf. nécessaire]                            | 2 février 1890    | 25 décembre 1992  | linguiste et écrivain |
| photo d'identité en noir et blanc | Gabriel Groley                                         | 21 novembre 1889  | 17 octobre 1991   | journaliste |
|                                   | Antoine Pinay                                          | 30 décembre 1891  | 13 décembre 1994  | homme politique, président du Conseil (1952)                                                                                         |
|                                   | Georges Géronimi                                       | 16 juin 1892      | 6 mars 1994       | footballeur |
|                                   | Irène Lagut                                            | 3 janvier 1893    | 4 août 1994       | peintre |
|                                   | Suzanne Nivette[réf. nécessaire]                       | 4 décembre 1894   | 24 avril 1995     | actrice |
|                                   | Claude-Marie Boucaud                                   | 12 août 1895      | 17 mai 2005       | l'un des dix derniers poilus survivants                                                                                              |
|                                   | Henri Baruk                                            | 15 août 1897      | 14 juin 1999      | psychiatre |
|                                   | Lazare Ponticelli                                      | 7 décembre 1897   | 12 mars 2008      | dernier poilu |
|                                   | Pierre Fourcaud                                        | 27 mars 1898      | 2 mai 1998        | militaire, compagnon de la Libération                                                                                                |
|                                   | Man'ha Garreau-Dombasle                                | 11 juin 1898      | 3 août 1999       | intellectuelle |
|                                   | Suzanne Lansé                                          | 9 juillet 1898    | 16 janvier 2002   | artiste peintre |
|                                   | Jean Vallette d'Osia                                   | 16 aout 1898      | 28 février 2000   | militaire |
|                                   | Maurice Journeau                                       | 17 novembre 1898  | 9 juin 1999       | compositeur |
|                                   | Louis-Olivier Chesnay                                  | 28 mai 1899       | 6 juin 1999       | artiste peintre |
|                                   | Luce Langevin                                          | 26 décembre 1899  | 26 août 2002      | physicienne, enseignante et militante                                                                                                |
|                                   | René Le Hénaff                                         | 26 avril 1901     | 5 janvier 2005    | monteur et réalisateur |
|                                   | Marcel Mule                                            | 24 juin 1901      | 18 décembre 2001  | saxophoniste |
|                                   | Marguerite Hoppenot                                    | 3 juillet 1901    | 18 mars 2011      | écrivaine, humanitaire |
|                                   | André Gillois                                          | 8 février 1902    | 18 juin 2004      | écrivain, réalisateur, scénariste et dialoguiste                                                                                     |
|                                   | Madeleine Milhaud                                      | 22 mars 1902      | 17 janvier 2008   | librettiste, écrivaine, actrice, cousine et épouse du compositeur Darius Milhaud                                                     |
|                                   | Denise Colomb                                          | 1er avril 1902    | 1er janvier 2004  | photographe |
|                                   | Pierre Béarn                                           | 15 juin 1902      | 27 octobre 2004   | écrivain et poète |
|                                   | Solange de Ganay                                       | 17 août 1902      | 25 août 2003      | ethnologue, sœur de Régine van den Broek d’Obrenan                                                                                   |
|                                   | Roger Tréville                                         | 27 novembre 1902  | 27 septembre 2005 | acteur |
|                                   | Pierre Lelièvre[réf. souhaitée]                        | 28 avril 1903     | 25 juin 2005      | bibliothécaire et historien d'art |
|                                   | Bela Grunberger                                        | 22 février 1903   | 26 février 2005   | médecin et psychanalyste |
|                                   | Albert Brenet                                          | 25 juin 1903      | 4 juillet 2005    | peintre, affichiste, sculpteur et illustrateur                                                                                       |
|                                   | Lucile Randon                                          | 11 février 1904   | 17 janvier 2023   | religieuse, supercentenaire |
|                                   | Henri Cartan                                           | 8 juillet 1904    | 13 août 2008      | mathématicien |
|                                   | Irène Aïtoff                                           | 30 juillet 1904   | 5 juin 2006       | pianiste et chef de chant |
|                                   | Thérèse Adloff                                         | 10 novembre 1904  | 4 décembre 2005   | résistante ayant facilité l'évasion de prisonniers de guerre.                                                                        |
|                                   | Ève Curie                                              | 6 décembre 1904   | 22 octobre 2007   | pianiste, femme de lettres, journaliste et diplomate, fille de Pierre et Marie Curie et sœur d'Irène Joliot-Curie                    |
|                                   | Albert Denvers                                         | 21 février 1905   | 31 décembre 2006  | homme politique |
|                                   | Marie Glory                                            | 3 mars 1905       | 24 janvier 2009   | actrice |
|                                   | Maurice de Gandillac                                   | 14 février 1906   | 20 avril 2006     | philosophe et historien de la philosophie                                                                                            |
|                                   | Lucien Pascal                                          | 10 avril 1906     | 12 août 2006      | acteur, directeur de la scène de la Comédie-Française, époux de Gisèle Casadesus                                                     |
|                                   | Marc Saltet                                            | 11 avril 1906     | 8 mars 2008       | architecte, conservateur en chef des domaines de Versailles et du Louvre et président des Académies d'architecture et des beaux-arts |
|                                   | Pierre Gérald                                          | 26 mai 1906       | 24 mars 2012      | acteur |
|                                   | Michel Bavastro                                        | 28 décembre 1906  | 1er mars 2008     | journaliste |
|                                   | Pierre Aliker                                          | 9 février 1907    | 5 décembre 2013   | médecin et homme politique |
|                                   | Germaine Tillion                                       | 30 mai 1907       | 19 avril 2008     | résistante et ethnologue |
|                                   | Michel Boulnois                                        | 31 octobre 1907   | 30 novembre 2008  | organiste et compositeur |
|                                   | Marcelle Devaud                                        | 7 janvier 1908    | 4 septembre 2008  | résistante et femme politique |
|                                   | Jean Delannoy                                          | 12 janvier 1908   | 18 juin 2008      | cinéaste |
|                                   | Madeleine Cheminat                                     | 26 mars 1908      | 12 décembre 2008  | actrice |
|                                   | Pierre Louis-Dreyfus                                   | 17 mai 1908       | 15 janvier 2011   | militaire, compagnon de la Libération                                                                                                |
|                                   | Claude Lévi-Strauss                                    | 28 novembre 1908  | 30 octobre 2009   | ethnologue |
|                                   | Geneviève Viollet-le-Duc                               | 2 mars 1909       | 9 décembre 2011   | écrivain |
|                                   | Pierre Racine                                          | 4 juillet 1909    | 7 août 2011       | haut fonctionnaire, directeur de cabinet du Premier ministre Michel Debré                                                            |
|                                   | Régine van den Broek d’Obrenan                         | 12 août 1909      | 13 septembre 2014 | exploratrice et écrivaine, sœur de Solange de Ganay                                                                                  |
|                                   | Marie-Louise Carven                                    | 31 août 1909      | 8 juin 2015       | couturière, fondatrice de Carven |
|                                   | Charles Muller                                         | 22 septembre 1909 | 2 mars 2015       | linguiste |
|                                   | Gilbert de Chambrun                                    | 2 novembre 1909   | 22 décembre 2009  | homme politique |
|                                   | Anne Lombard-Jourdan                                   | 14 décembre 1909  | 13 février 2010   | historienne |
|                                   | Géry Leuliet                                           | 12 janvier 1910   | 1er janvier 2015  | prélat catholique, évêque d'Amiens (1963-1985)                                                                                       |
|                                   | Bernard Vaugon                                         | 3 mars 1910       | 13 mai 2012       | haut fonctionnaire |
|                                   | Lucien Baumann                                         | 9 avril 1910      | 10 septembre 2012 | avocat, poète et homme de lettres |
|                                   | Irma Rapuzzi                                           | 12 avril 1910     | 4 avril 2018      | femme politique |
|                                   | Jenny Alpha                                            | 22 avril 1910     | 8 septembre 2010  | chanteuse et comédienne |
|                                   | Denise Legrix                                          | 16 mai 1910       | 25 août 2010      | peintre de la bouche et écrivaine |
|                                   | Albert Netter                                          | 8 juin 1910       | 26 juin 2012      | médecin gynécologue et endocrinien                                                                                                   |
|                                   | Guy Lazorthes                                          | 4 juillet 1910    | 25 mars 2014      | médecin et universitaire français |
|                                   | Armand Steinberg                                       | 25 juillet 1910   | 9 avril 2014      | dentiste, survivant de la rafle de la rue Sainte-Catherine                                                                           |
|                                   | Yann Fouéré                                            | 26 juillet 1910   | 20 octobre 2011   | essayiste et théoricien |
|                                   | Yvette Lebon                                           | 14 août 1910      | 28 juillet 2014   | actrice |
|                                   | Georges Loinger                                        | 29 août 1910      | 28 décembre 2018  | résistant |
|                                   | Paulette Dubost                                        | 8 octobre 1910    | 21 septembre 2011 | actrice |
|                                   | Rosa Bouglione                                         | 21 décembre 1910  | 26 août 2018      | artiste de cirque |
|                                   | Maurice Nadeau                                         | 21 mai 1911       | 16 juin 2013      | instituteur, écrivain, éditeur et critique littéraire                                                                                |
|                                   | Józef Hurwic                                           | 23 mai 1911       | 27 juillet 2016   | physicien, chimiste et historien des sciences                                                                                        |
|                                   | Lucienne Soubbotnik                                    | 30 juillet 1911   | 27 janvier 2014   | résistante |
|                                   | Deva Dassy                                             | 26 août 1911      | 11 mars 2016      | cantatrice et actrice, fille de Charles Lambert et amante de Georges Mandel et de Jean Baylot                                        |
|                                   | Renée Simonot                                          | 10 septembre 1911 | 11 juillet 2021   | actrice, épouse de Maurice Dorléac et mère de Françoise Dorléac et Catherine Deneuve                                                 |
|                                   | Jacqueline Piatigorsky                                 | 6 novembre 1911   | 15 juillet 2012   | joueuse d'échec, sculptrice, autrice et mécène                                                                                       |
|                                   | Robert Marchand                                        | 26 novembre 1911  | 22 mai 2021       | cycliste, recordman du monde de l'heure pour un centenaire (2014)                                                                    |
|                                   | Gaston Jean-Michel                                     | 28 décembre 1911  | 21 avril 2015     | prélat catholique |
|                                   | Émile Allais                                           | 25 février 1912   | 17 octobre 2012   | skieur alpin, gloire du sport |
|                                   | Lucette Destouches                                     | 20 juillet 1912   | 8 novembre 2019   | danseuse et professeure de danse classique, épouse de Louis-Ferdinand Céline                                                         |
|                                   | Madeleine Vivan                                        | 19 août 1912      | 15 octobre 2020   | romancière et poétesse |
|                                   | Léo Marjane                                            | 26 août 1912      | 18 décembre 2016  | chanteuse et actrice |
|                                   | Tony Bertrand                                          | 31 août 1912      | 29 juin 2018      | athlète et dirigeant sportif |
|                                   | Christian Casadesus                                    | 26 décembre 1912  | 6 mars 2014       | comédien |
|                                   | Louisette Texier                                       | 13 février 1913   | 20 juillet 2021   | résistante et pilote |
|                                   | Gilberte Champion                                      | 17 avril 1913     | 18 novembre 2020  | résistante |
|                                   | Jean Panhard                                           | 12 juin 1913      | 16 juillet 2014   | industriel |
|                                   | Évelyne Baylet                                         | 14 juin 1913      | 6 novembre 2014   | dirigeante d'entreprise et femme politique                                                                                           |
|                                   | Raymond Julien                                         | 12 septembre 1913 | 24 avril 2016     | homme politique |
|                                   | Jacqueline Vaudecrane                                  | 22 novembre 1913  | 27 février 2018   | patineuse artistique, entraîneuse de Jacqueline du Bief et Alain Calmat                                                              |
|                                   | Anne Clancier                                          | 23 novembre 1913  | 18 décembre 2014  | psychanalyste et femme de lettres, épouse de Georges-Emmanuel Clancier                                                               |
|                                   | Robert Darène                                          | 10 janvier 1914   | 15 janvier 2016   | réalisateur et acteur |
|                                   | Feiga Weisbuch                                         | 12 janvier 1914   | 6 février 2014    | chercheuse au sein du laboratoire de chimie organique de l'École nationale supérieure                                                |
|                                   | Hélène Fize                                            | 13 janvier 1914   | 1er juin 2014     | athlète |
|                                   | Cécile Goldet                                          | 15 mars 1914      | 27 octobre 2019   | résistante, déportée, médecin et femme politique, sénatrice de Paris (1979-1986)                                                     |
|                                   | Pierre Vincent                                         | 11 avril 1914     | 11 novembre 2015  | militaire, combattant de la Seconde Guerre mondiale                                                                                  |
|                                   | Georges-Emmanuel Clancier                              | 3 mai 1914        | 4 juillet 2018    | écrivain et poète, époux d'Anne Clancier                                                                                             |
|                                   | Andrée Marik                                           | 22 mai 1914       | 3 août 2016       | « écrivain gastronome » et poétesse                                                                                                  |
|                                   | Hubert Faure                                           | 28 mai 1914       | 17 avril 2021     | militaire, combattant de la Seconde Guerre mondiale                                                                                  |
|                                   | Jules Eugène Vidal                                     | 9 juin 1914       | 9 mars 2020       | botaniste, explorateur |
|                                   | Gisèle Casadesus                                       | 14 juin 1914      | 24 septembre 2017 | actrice, sociétaire de la Comédie-Française, épouse de Lucien Pascal                                                                 |
|                                   | Colette Maze                                           | 16 juin 1914      | 19 novembre 2023  | pianiste |
|                                   | Agnès Valois                                           | 30 juin 1914      | 19 avril 2018     | infirmière et religieuse augustine décorée pour des faits ayant eu lieu durant la Seconde Guerre mondiale                            |
|                                   | André Prunet-Foch                                      | 3 juillet 1914    | 30 janvier 2017   | diplomate et viguier d'Andorre |
|                                   | Paul Racine                                            | 22 septembre 1914 | 24 février 2016   | fonctionnaire et industriel, secrétaire particulier du chef de l'État français Philippe Pétain                                       |
|                                   | Jean-Michel Guilcher                                   | 24 septembre 1914 | 27 mars 2017      | ethnologue, maître de recherches honoraire au CNRS                                                                                   |
|                                   | Guy Charmot                                            | 9 octobre 1914    | 7 janvier 2019    | militaire, compagnon de la Libération                                                                                                |
|                                   | Jean Prieur                                            | 10 novembre 1914  | 23 décembre 2016  | écrivain |
|                                   | Irma Mico                                              | 12 décembre 1914  | 2 janvier 2022    | résistante |
|                                   | Albert Fouet                                           | 20 février 1915   | 9 mai 2017        | haut fonctionnaire et homme politique                                                                                                |
|                                   | Paulette Dehoux                                        | 16 mars 1915      | 5 mai 2016        | résistante |
|                                   | Jean Anglade                                           | 18 mars 1915      | 22 novembre 2017  | écrivain |
|                                   | Marie-Thérèse de Chateauvieux                          | 20 avril 1915     | 12 avril 2017     | femme politique |
|                                   | Guy de Rouville                                        | 12 juin 1915      | 13 janvier 2017   | résistant, industriel et homme politique                                                                                             |
|                                   | Raymonde Tillon                                        | 22 octobre 1915   | 17 juillet 2016   | femme politique |
|                                   | Albert Malbois                                         | 17 novembre 1915  | 12 février 2017   | évêque catholique |
|                                   | Joseph Moingt                                          | 19 novembre 1915  | 28 juillet 2020   | jésuite et théologien spécialiste de christologie                                                                                    |
|                                   | Mag Bodard                                             | 3 janvier 1916    | 26 février 2019   | productrice de cinéma et de télévision                                                                                               |
|                                   | Adolphe Cieslarczyk                                    | 13 février 1916   | 25 février 2024   | artiste peintre, sculpteur et graveur                                                                                                |
|                                   | Yvette Lundy                                           | 22 avril 1916     | 3 novembre 2019   | résistante et déportée |
|                                   | Paulette Coquatrix                                     | 28 avril 1916     | 28 mai 2018       | costumière de théâtre et de cinéma, épouse de Bruno Coquatrix                                                                        |
|                                   | Geneviève Callerot                                     | 6 mai 1916        | 16 janvier 2025   | résistante, agricultrice, militante et romancière                                                                                    |
|                                   | André de Peretti                                       | 7 mai 1916        | 6 septembre 2017  | pédagogue et homme politique |
|                                   | Pierre Maillard                                        | 24 juin 1916      | 22 juillet 2018   | homme politique |
|                                   | Olivia de Havilland                                    | 1er juillet 1916  | 26 juillet 2020   | actrice |
|                                   | Gilbert Rouget                                         | 9 juillet 1916    | 8 novembre 2017   | ethnomusicologue |
|                                   | Pierre Vilars                                          | 5 août 1916       | 19 septembre 2024 | militaire français, vétéran du débarquement de Provence                                                                              |
|                                   | Alfred Chupin                                          | 13 août 1916      | 26 juillet 2021   | homme politique |
|                                   | Francis Huré                                           | 5 octobre 1916    | 4 novembre 2021   | résistant, diplomate et écrivain |
|                                   | Thérèse Kleindienst                                    | 25 octobre 1916   | 2 juillet 2018    | bibliothécaire |
|                                   | Arsène Tchakarian                                      | 21 décembre 1916  | 4 août 2018       | résistant |
|                                   | Danielle Darrieux                                      | 1er mai 1917      | 17 octobre 2017   | actrice |
|                                   | Lily Lian                                              | 1er mai 1917      | 24 mai 2020       | chanteuse |
|                                   | Claude Seignolle                                       | 25 juin 1917      | 13 juillet 2018   | écrivain et folkloriste |
|                                   | André Lafargue                                         | 2 juillet 1917    | 17 juillet 2017   | journaliste et résistant |
|                                   | Marguerite Jauzelon                                    | 25 juillet 1917   | 9 février 2023    | institutrice retraitée qui fut ambulancière volontaire pendant la Seconde Guerre mondiale                                            |
|                                   | Henriette Cohen                                        | 17 août 1917      | 24 juin 2019      | dernière survivante française du camp de concentration d'Auschwitz                                                                   |
|                                   | Suzy Delair                                            | 31 décembre 1917  | 15 mars 2020      | actrice |
|                                   | Denise Meunier                                         | 6 janvier 1918    | 16 décembre 2022  | institutrice et résistante |
|                                   | Pierrette Brochay                                      | 7 février 1918    | 19 janvier 2022   | psychologue et résistante |
|                                   | Jean-Claude Servan-Schreiber                           | 11 avril 1918     | 11 avril 2018     | journaliste |
|                                   | Frank Popper                                           | 17 avril 1918     | 12 juillet 2020   | historien de l'art |
|                                   | Tao Porchon-Lynch                                      | 13 août 1918      | 21 février 2020   | actrice et mannequin |
|                                   | Camille Bonnet                                         | 31 août 1918      | 17 novembre 2020  | joueur de rugby à XV |
|                                   | Renée Le Calm                                          | 18 septembre 1918 | 8 juin 2019       | actrice |
|                                   | Pierre Pichot                                          | 3 octobre 1918    | 23 juillet 2020   | psychiatre |
|                                   | René de Obaldia                                        | 22 octobre 1918   | 27 janvier 2022   | écrivain, poète et dramaturge |
|                                   | Jacqueline Plessis                                     | 9 novembre 1918   | 18 décembre 2019  | actrice et résistante |
|                                   | Germaine Poliakov                                      | 15 décembre 1918  | 19 février 2020   | enseignante de musique, survivante de la Shoah                                                                                       |
|                                   | Pierre Baldi                                           | 18 janvier 1919   | 18 juin 2022      | artiste peintre |
|                                   | Jacques Lewis                                          | 1er mars 1919     | 25 juillet 2024   | ancien combattant et résistant |
|                                   | Roland Weyl                                            | 18 mars 1919      | 20 avril 2021     | avocat, résistant et militant politique                                                                                              |
|                                   | Diran Manoukian                                        | 22 mars 1919      | 5 mai 2020        | joueur de hockey sur gazon |
|                                   | Marguerite Harl                                        | 3 avril 1919      | 30 août 2020      | helléniste |
|                                   | Cécile Rol-Tanguy                                      | 10 avril 1919     | 8 mai 2020        | résistante |
|                                   | Hubert de Lapparent                                    | 19 avril 1919     | 14 septembre 2021 | acteur |
|                                   | Paul Rambié                                            | 24 mai 1919       | 24 octobre 2020   | peintre |
|                                   | Simone Debout-Oleszkiewicz                             | 29 mai 1919       | 10 décembre 2020  | philosophe et résistante |
|                                   | Roger Borniche                                         | 7 juin 1919       | 16 juin 2020      | inspecteur de police et écrivain |
|                                   | Georges Bonnet                                         | 9 juin 1919       | 20 février 2021   | auteur, poète et romancier |
|                                   | Joseph Almudever                                       | 30 juillet 1919   | 24 mai 2021       | combattant des Brigades internationales                                                                                              |
|                                   | Marcelle Geber                                         | 2 août 1919       | 9 mai 2020        | pédopsychiatre |
|                                   | Renée Moreau                                           | 23 septembre 1919 | 24 septembre 2021 | militante et résistante |
|                                   | René Basset                                            | 7 octobre 1919    | 12 octobre 2021   | photographe |
|                                   | Marcel Le Roy                                          | 26 octobre 1919   | 21 avril 2020     | aviculteur et résistant |
|                                   | Georges-Hilaire Dupont                                 | 16 novembre 1919  | 29 janvier 2020   | évêque |
|                                   | Jacques Senard                                         | 21 novembre 1919  | 22 septembre 2020 | diplomate |
|                                   | Stéphane Bonduel                                       | 30 novembre 1919  | 16 décembre 2021  | homme politique |
|                                   | Pierre Soulages                                        | 24 décembre 1919  | 25 octobre 2022   | peintre |
|                                   | Noëlla Rouget                                          | 25 décembre 1919  | 22 novembre 2020  | résistante |
|                                   | Raymond Cauchetier                                     | 10 janvier 1920   | 22 février 2021   | photographe |
|                                   | Géo Beuf                                               | 13 janvier 1920   | 3 février 2022    | acteur |
|                                   | Tavana Salmon                                          | 13 janvier 1920   | 24 septembre 2024 | représentant du renouveau culturel polynésien                                                                                        |
|                                   | Claude Abadie                                          | 16 janvier 1920   | 29 mars 2020      | clarinettiste et chef d'orchestre |
|                                   | Janine Quiquandon                                      | 16 janvier 1920   | 18 décembre 2022  | éditrice et résistante |
|                                   | Tony Murray                                            | 8 février 1920    | 7 juin 2023       | homme d'affaires et résistant |
|                                   | Marthe Cohn                                            | 13 avril 1920     | 21 mai 2025       | résistante |
|                                   | Léon Le Minor                                          | 16 avril 1920     | 21 avril 2021     | microbiologiste |
|                                   | Colette Brull-Ulmann                                   | 18 avril 1920     | 21 mai 2021       | médecin pédiatre et résistante |
|                                   | Edgard Tupët-Thomé                                     | 19 avril 1920     | 9 septembre 2020  | militaire, ingénieur, compagnon de la Libération                                                                                     |
|                                   | Jean Maran                                             | 8 mai 1920        | 8 mai 2021        | homme politique |
|                                   | Hélène Bellanger                                       | 9 mai 1920        | 9 décembre 2021   | actrice |
|                                   | Léon Cligman                                           | 26 mai 1920       | 15 mai 2022       | industriel, résistant et mécène |
|                                   | Yvonne Curtet                                          | 28 mai 1920       | 21 février 2025   | athlète de saut en longueur |
|                                   | Albin Chalandon                                        | 11 juin 1920      | 29 juillet 2020   | banquier et homme politique |
|                                   | Jean Labellie                                          | 18 juin 1920      | 29 novembre 2021  | peintre |
|                                   | Jeanne Tomasini                                        | 25 juin 1920      | 19 avril 2022     | écrivaine de romans historiques |
|                                   | Robert Marcy                                           | 4 juillet 1920    | 8 septembre 2024  | acteur, metteur en scène et auteur-compositeur                                                                                       |
|                                   | Lucienne Legrand                                       | 18 juillet 1920   | 19 octobre 2022   | actrice |
|                                   | Émile Idée                                             | 19 juillet 1920   | 30 décembre 2024  | coureur cycliste |
|                                   | Roger Sénié                                            | 19 juillet 1920   | 11 septembre 2021 | homme politique |
|                                   | Hubert Germain                                         | 6 août 1920       | 12 octobre 2021   | résistant et homme politique, dernier compagnon de la Libération                                                                     |
|                                   | Dominique Marcas                                       | 8 août 1920       | 15 février 2022   | actrice |
|                                   | Daniel Cordier                                         | 10 août 1920      | 20 novembre 2020  | résistant, marchand d'art et historien, compagnon de la Libération                                                                   |
|                                   | Jean-Pierre Gredy                                      | 16 août 1920      | 25 janvier 2022   | dramaturge |
|                                   | Andrée Michel                                          | 22 septembre 1920 | 8 février 2022    | sociologue |
|                                   | Raymond Février                                        | 15 novembre 1920  | 15 novembre 2021  | agronome, zootechnicien et homme politique                                                                                           |
|                                   | Renée Doria                                            | 13 février 1921   | 6 mars 2021       | cantatrice |
|                                   | Jacques Le Gall                                        | 25 février 1921   | 30 octobre 2021   | résistant |
|                                   | Françoise Bernard                                      | 2 mars 1921       | 19 septembre 2021 | auteure gastronomique, animatrice de télévision                                                                                      |
|                                   | Lilo                                                   | 2 mars 1921       | 26 septembre 2022 | chanteuse et actrice |
|                                   | Henri Dominique Saffrey                                | 10 avril 1921     | 19 mai 2021       | philosophe et helléniste |
|                                   | Fernand Frantz                                         | 14 avril 1921     | 17 juillet 2024   | pasteur, aumônier |
|                                   | Germain Marc'hadour                                    | 16 avril 1921     | 22 février 2022   | ecclésiastique, écrivain et professeur de philologie                                                                                 |
|                                   | Noémi Sinclair-Kharbine                                | 18 avril 1921     | 23 juillet 2022   | journaliste et écrivaine |
|                                   | Michel Klein (vétérinaire)                             | 19 avril 1921     | 19 octobre 2024   | vétérinaire, animateur de télévision                                                                                                 |
|                                   | Marcel Garrouste                                       | 22 avril 1921     | 5 septembre 2021  | homme politique |
|                                   | Emile Robert                                           | 8 mai 1921        | 7 août 2022       | footballeur |
|                                   | Marcel Jaurant-Singer                                  | 27 mai 1921       | 28 décembre 2022  | agent secret et résistant |
|                                   | Pierre Parsus                                          | 6 juin 1921       | 1er janvier 2022  | peintre |
|                                   | Philippe Oyhamburu                                     | 26 juin 1921      | 19 décembre 2023  | danseur, chorégraphe, musicien, chef de chœur, auteur, animateur de radio, conférencier et historien du Pays Basque                  |
|                                   | Claude Bonin-Pissarro                                  | 11 juillet 1921   | 21 juillet 2021   | peintre, graphiste, professeur d'université, résistant                                                                               |
|                                   | Jacqueline Ferrière                                    | 17 juillet 1921   | 3 juillet 2024    | actrice de doublage |
|                                   | Irénée Noye                                            | 12 octobre 1921   | 11 février 2022   | historien |
|                                   | Monique Brandily                                       | 24 octobre 1921   | 22 août 2022      | ethnomusicologue |
|                                   | Françoise Gilot                                        | 26 novembre 1921  | 6 juin 2023       | artiste peintre |
|                                   | Madeleine Attal                                        | 11 décembre 1921  | 13 janvier 2023   | actrice et metteuse en scène |
|                                   | Philippe de Gaulle                                     | 28 décembre 1921  | 13 mars 2024      | homme politique et amiral |
|                                   | Odile de Vasselot                                      | 6 janvier 1922    | 21 avril 2025     | résistante et agente de renseignement                                                                                                |
|                                   | Michel Peyramaure                                      | 30 janvier 1922   | 11 mars 2023      | journaliste et romancier |
|                                   | François Bernadi                                       | 16 février 1922   | 27 juillet 2022   | écrivain, peintre et sculpteur |
|                                   | Robert Bazil                                           | 18 mars 1922      | 26 avril 2023     | acteur |
|                                   | Élisabeth Quintenelle                                  | 30 mars 1922      | 26 juillet 2025   | résistante |
|                                   | Marcel Berthomé                                        | 4 avril 1922      | 24 octobre 2023   | homme politique |
|                                   | Valérie André                                          | 21 avril 1922     | 21 janvier 2025   | résistante, médecin militaire et pilote d'hélicoptère                                                                                |
|                                   | Marcel Boiteux                                         | 9 mai 1922        | 6 septembre 2023  | économiste, mathématicien et haut fonctionnaire                                                                                      |
|                                   | Jean-Pierre Tennevin                                   | 29 mai 1922       | 13 décembre 2023  | écrivain, traducteur et illustrateur                                                                                                 |
|                                   | Henri Bangou                                           | 15 juillet 1922   | 21 novembre 2023  | homme politique |
|                                   | Roger Lebranchu                                        | 22 juillet 1922   | 9 janvier 2025    | résistant, déporté et sportif (rameur)                                                                                               |
|                                   | Micheline Presle                                       | 22 août 1922      | 21 février 2024   | actrice |
|                                   | Roland Dumas                                           | 23 août 1922      | 3 juillet 2024    | homme politique et avocat |
|                                   | Didier Ozanam                                          | 30 août 1922      | 10 février 2024   | historien |
|                                   | Yvonne Knibiehler                                      | 5 octobre 1922    | 25 février 2025   | historienne |
|                                   | Pierre Pommier                                         | 12 septembre 1922 | 20 juin 2024      | homme politique |
|                                   | Marcel Thomazeau                                       | 14 octobre 1922   | 15 mars 2024      | résistant, déporté et dirigeant de presse                                                                                            |
|                                   | Léon Gautier                                           | 27 octobre 1922   | 3 juillet 2023    | dernier survivant des 177 Français à avoir participé au débarquement en Normandie le 6 juin 1944,                                    |
|                                   | Annick de Souzenelle                                   | 4 novembre 1922   | 11 août 2024      | écrivaine et théologienne |
|                                   | René Schérer                                           | 25 novembre 1922  | 1er février 2023  | philosophe |
|                                   | Henri Simon (marxiste)                                 | 25 novembre 1922  | 16 décembre 2024  | résistant |
|                                   | Claude Alphandéry                                      | 27 novembre 1922  | 25 mars 2024      | résistant, banquier et économiste |
|                                   | Marie-Mad                                              | 27 novembre 1922  | 11 août 2025      | illustratrice, scénariste et autrice de bandes dessinées                                                                             |
|                                   | Jean Monneret                                          | 27 novembre 1922  | 19 mai 2025       | artiste peintre et historien de l'art                                                                                                |
|                                   | Jean Villeret                                          | 11 décembre 1922  | 20 novembre 2023  | résistant et déporté |
|                                   | Jean Malaurie                                          | 22 décembre 1922  | 5 février 2024    | ethno-historien et directeur de collection                                                                                           |
|                                   | Odette Nilès                                           | 27 décembre 1922  | 26 mai 2023       | résistante |
|                                   | Jean Prieur                                            | 13 mai 1923       | 26 septembre 2023 | prêtre historien |
|                                   | Paul Collowald                                         | 24 juin 1923      | 8 juillet 2025    | journaliste |
|                                   | Georges Privat                                         | 10 août 1923      | 10 décembre 2023  | homme politique |
|                                   | Jean Nallit                                            | 14 septembre 1923 | 12 novembre 2024  | résistant, déporté, Juste parmi les nations                                                                                          |
|                                   | Yvonne Choquet-Bruhat                                  | 29 décembre 1923  | 11 février 2025   | mathématicienne et physicienne, première femme membre de l’Académie des sciences                                                     |
|                                   | Roger Guillemin                                        | 11 janvier 1924   | 21 février 2024   | endocrinologue franco-américain |
|                                   | Arno Stern                                             | 23 juin 1924      | 30 juin 2024      | pédagogue |
|                                   | Madeleine Riffaud                                      | 23 août 1924      | 6 novembre 2024   | journaliste correspondante de guerre, poète et résistante                                                                            |
|                                   | Tonia Cariffa                                          | 30 août 1924      | 5 janvier 2025    | artiste peintre, graveuse et écrivaine d'art                                                                                         |
|                                   | Guy-Pierre Gautier                                     | 8 septembre 1924  | 29 décembre 2024  | résistant |
|                                   | Marc-André Charguéraud                                 | 30 septembre 1924 | 10 août 2025      | chef d’entreprise, historien franco-suisse                                                                                           |
|                                   | Jean Margat                                            | 11 novembre 1924  | 2 février 2025    | hydrogéologue |
|                                   | Norbert Terry                                          | 28 novembre 1924  | 1er juillet 2025  | producteur, réalisateur et distributeur                                                                                              |
|                                   | Jeannette Laot                                         | 15 janvier 1925   | 14 mai 2025       | syndicaliste et militante pour le droit des femmes                                                                                   |
|                                   | Kate Delbarre-d'Oriola                                 | 8 juin 1925       | 10 juin 2025      | escrimeuse |